# Hồ Inle
Hồ Inle là một hồ nước ngọt ở bang Shan, Myanma
. Hồ có diện tích 116 km², là hồ lớn thứ nhì Miến Điện. Hồ nằm ở độ cao 800 mét trên Mực nước biển. Hồ sâu khoảng 2,1 m với điểm sâu nhất 3,7 m vào mùa khô nhưng mùa mưa độ sâu có thể tăng thêm 1,5 m. Hồ này là một địa điểm du lịch phổ biến của Miến Điện, được phục vụ bởi sân bay Heho. Dù hồ không lớn nhưng lại là nơi có một số loài động vật đặc hữu.